# Boiserie

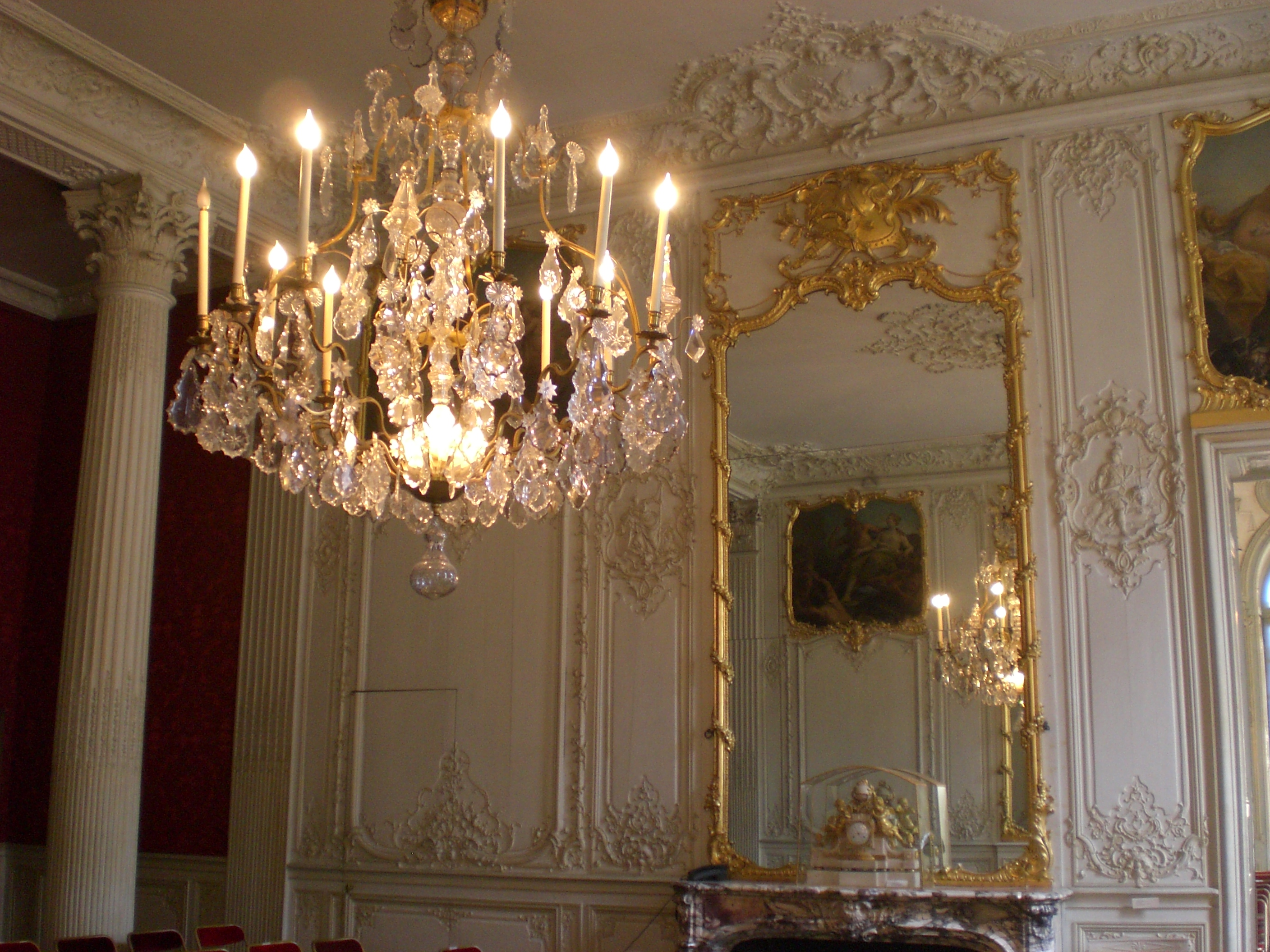
Boiserie nella Camera d'apparato del Principe nell'Hôtel de Soubise di Parigi.

La boiserie (spesso usato al plurale boiseries) è una decorazione basata sulla copertura delle pareti con pannelli di legno, che vengono variamente intarsiati, incisi e intagliati.
I primi esempi di boiseries erano dei veri e propri intarsi, ma più tardi spesso si trovavano pannelli dipinti invece che intarsiati. Le boiseries sono state molto popolari in Francia nel XVII e XVIII secolo per la decorazione di interni. Nella reggia di Versailles ci sono numerosi esempi di questo tipo di decorazione. I pannelli erano spesso non solo a decorazione delle pareti ma anche di porte, tramezzi e separé.
Molto spesso dei dipinti venivano incastonati nella boiserie che pertanto faceva da cornice alla pittura o al bassorilievo.
Il termine boiserie viene talvolta usato per indicare rivestimenti con pannelli di legno non necessariamente decorati, ma comunque arricchiti da cornici.
Per l'arredamento contemporaneo esistono anche boiserie in stucco o gesso ceramico, create appositamente da stucchifici. La boiserie di testa, così chiamata in gergo artistico, è quella che divide la parete senza specchiature e stondature sopra e sotto di essa, ed è nata in Italia come lambrino o cornice di lambrino sino dalla fine dell'Ottocento.
Attualmente molte produzioni artigianali hanno ripreso l'uso delle boiserie. La produzione è localizzata in Italia principalmente nel nord-est (Veneto) dove si realizzano delle pannellature nelle finiture noce o laccato. Alcuni studi di progettazione sono specializzati in questo tipo di arredamenti che richiedono una maggiore precisione nell'esecuzione del rilievo ed esperienza nel montaggio.